# Innervisions
| 전문가 평가                   | 전문가 평가 |
| 평가 점수                     | 평가 점수   |
| 출처                          | 점수        |
| ----------------------------- | ----------- |
| AllMusic                      | [ 2 ]       |
| The Austin Chronicle          | [ 3 ]       |
| Christgau's Record Guide      | A           |
| Creem                         | B+          |
| Encyclopedia of Popular Music | [ 6 ]       |
| The Great Rock Discography    | 10/10       |
| Los Angeles Times             | [ 7 ]       |
| MusicHound                    | 5/5         |
| The Rolling Stone Album Guide | [ 8 ]       |
| Slant Magazine                | [ 9 ]       |

《Innervisions》는 1973년 8월 3일, 모타운 레코드의 자회사인 타말라가 발매한 미국의 싱어송라이터 스티비 원더의 열여섯 번째 스튜디오 음반이다. 원더의 "고전 시대"에 대한 획기적인 녹음인 이 음반은 낭만적인 발라드로 알려진 "리틀 스티비 원더"에서 음악적으로 더 성숙하고, 의식적이며, 성장한 아티스트로의 그의 전환으로 간주되어 왔다. 이 음반에서, 원더는 맬컴 세실과 로버트 마굴레프에 의해 개발된 혁명적인 T.O.N.T.O. (오리지널 뉴 팀브럴 오케스트라) 신시사이저 시스템으로 계속 실험했고, 《Innervisions》는 상업적 솔과 흑인 음악의 미래 사운드에 큰 영향력을 갖게 되었다.
《Innervisions》는 1973년 8월 18일, 빌보드 200 차트에서 85위로 데뷔한 후, 매주 22위, 14위, 9위, 6위로 올라 9월 15일, 4위라는 최고 위치에 도달했다. 스티비 원더의 많은 음반들과 마찬가지로, ARP 신시사이저가 음반 전체에 걸쳐 두드러지게 사용되면서, 가사와 작곡, 프로듀싱은 거의 전적으로 그의 작품이다. 이 악기는 완전한 음향 환경을 만드는 능력 때문에 당대 음악가들 사이에서 흔히 볼 수 있는 모티브였다.

## 녹음
원더의 많은 음반들과 마찬가지로, 《Innervisions》의 작사, 작곡, 프로듀싱은 거의 전적으로 그 자신의 작품이며, 그는 또한 음반의 많은 트랙에서 모든 또는 사실상 모든 악기를 연주했다. 그는 음반 내내 신시사이저를 눈에 띄게 사용했다.
《Innervisions》의 9곡은 〈Too High〉의 마약 남용, 〈Living for the City〉의 불평등과 체계적인 인종차별, 발라드 〈All in Love Is Fair〉와 〈Golden Lady〉의 사랑에 이르기까지 광범위한 주제와 이슈를 포함한다. 음반의 마무리 곡인 〈He's Misstra Know-It-All〉은 당시 미국 대통령 리처드 닉슨에 대한 통렬한 공격으로, 원더의 다음 해 노래인 〈You Haven't Done Nothin'〉와 유사하다. 〈Living for the City〉는 체계적인 인종차별을 명시적으로 다루고 교통, 목소리, 사이렌과 같은 거리의 일상적인 사운드를 스튜디오에서 녹음된 음악과 통합한 최초의 솔 음악 중 하나였다.

## 곡 목록
모든 곡들은 스티비 원더에 의해 작사/작곡하였다.
| #  | 제목                    | 재생 시간 |
| -- | ----------------------- | --------- |
| 1. | 〈Too High〉            | 4:36      |
| 2. | 〈Visions〉             | 5:23      |
| 3. | 〈Living for the City〉 | 7:23      |
| 4. | 〈Golden Lady〉         | 4:40      |

| #  | 제목                              | 재생 시간 |
| -- | --------------------------------- | --------- |
| 1. | 〈Higher Ground〉                 | 3:42      |
| 2. | 〈Jesus Children of America〉     | 4:10      |
| 3. | 〈All in Love Is Fair〉           | 3:41      |
| 4. | 〈Don't You Worry 'bout a Thing〉 | 4:44      |
| 5. | 〈He's Misstra Know-It-All〉      | 5:35      |

## 인증
| 국가                       | 인증 | 판매량/출하량 |
| -------------------------- | ---- | ------------- |
| 캐나다 (뮤직 캐나다)       | 골드 | 50,000^       |
| 영국 (BPI)                 | 골드 | 100,000^      |
| ^출하량을 기반으로 한 인증 |      |               |